# Ricardo Neves
Ricardo Manuel Fonseca Neves (Tábua, Tábua, 7 de Janeiro de 1989) é um futebolista português, que joga actualmente no Gondomar SC. É um guarda-redes internacional português nas seleções sub 16, sub 17, sub 18, sub 19, sub 21.